# Raszon
Raszon (hangul: 라선특별시, Raszon thukpjolsi, handzsa: 羅先特別市, RR: Rasŏn t'ŭkpyŏlsi) tartományi jogú város Észak-Koreában.
1993 szeptemberében jött létre Radzsin (Rajin) és Szonbong (Sŏnbong) egyesítéséből Radzsin-Szonbong (Rajin-Sŏnbong) néven. 2000 augusztusában elnyerte mai nevét, illetve közvetlen irányított város lett, ezáltal egyenrangúvá vált a tartományokkal. 2004 januárjában a Legfelsőbb Népi Gyűlés döntése nyomán visszakerült Észak-Hamgjong (Hamgyŏng) fennhatósága alá, mint különleges rangú város, 2010-ben ismét tartományi rangra emelkedett különleges igazgatású város címén. Dél-Koreában az ott bekövetkezett nyelvi reformok miatt Naszon (Naseon) (나선) néven ismert.

## Földrajza
Nyugatról Észak-Hamgjong (Hamgyeong) tartomány Kjonghung (Kyŏnghŭng) megyéje, délről Cshongdzsin (Ch'ŏngjin) városa határolja.
Legmagasabb pontja az 1146 méter magas Szongdzsinszan (송진산; 松眞山, Songjinsan).

## Közigazgatása
Raszon (Rasŏn) város jelenleg két kerületből (kujok (kuyŏk)) áll:
- Radzsin-kujok (라진구역; 羅津區域, Rajin-kuyŏk)
- Szonbong-kujok (선봉구역; 先鋒區域, Sŏnbong-kuyŏk)

Egykoron Radzsin-Szonbong (Rajin-Sŏnbong) város 20 tong (tong)ból és 12 faluból (ri (ri)) állt:
| - Kvangok-ri (관곡동; 寬谷洞, Kwan'gok-ri) - Namszan-ri (남산동; 南山洞, Namsan-ri) - Tongmjong-ri (동명동; 東明洞, Tongmyŏng-ri) - Tumangang-ri (두만강동; 豆滿江洞, Tuman'gang-ri) - Szanghjon-ri (상현동; 上峴洞, Sanghyŏn-ri) - Szongphjong-ri (송평동; 松坪洞, Songp'yŏng-ri) - Sinan-ri (신안동; 新安洞, Sinan-ri) - Sinhe-ri (신해동; 新海洞, Sinhae-ri) - Sinhung-ri (신흥동; 新興洞, Sinhŭng-ri) - Andzsu-ri (안주동; 安住洞, Anju-ri) - Anhva-ri (안화동; 安和洞, Anhwa-ri) - Jokcson-ri (역전동; 驛前洞, Yŏkchŏn-ri) - Ungszang-ri (웅상동; 雄尙洞, Ungsang-ri) - Juhjon-ri (유현동; 踰峴洞, Yuhyŏn-ri) - Csunghjon-ri (중현동; 中峴洞, Chunghyŏn-ri) - Csigjong-ri (지경동; 地境洞, Chigyŏng-ri) | - Cshangphjong-ri (창평동; 倉坪洞, Ch'angp'yŏng-ri) - Cshonggje-ri (청계동; 淸溪洞, Ch'ŏnggye-ri) - Hahjon-ri (하현동; 下峴洞, Hahyŏn-ri) - Hebang-ri (해방동; 解放洞, Haebang-ri) - Kulpho-ri (굴포리; 屈浦里, Kulp'o-ri) - Mucshang-ri (무창리; 武倉里, Much'ang-ri) - Pekhak-ri (백학리; 白鶴里, Paekhak-ri) - Pupho-ri (부포리; 鮒浦里, Pup'o-ri) - Szahö-ri (사회리; 四會里, Sahoe-ri) - Uam-ri (우암리; 牛岩里, Uam-ri) - Vondzsong-ri (원정리; 元汀里, Wŏnjŏng-ri) - Csoszan-ri (조산리; 造山里, Chosan-ri) - Hajophjong-ri (하여평리; 下汝坪里, Hayŏp'yŏng-ri) - Hahö-ri (하회리; 下檜里, Hahoe-ri) - Hongi-ri (홍의리; 洪儀里, Hongŭi-ri) - Hucshang-ri (후창리; 厚倉里, Huch'ang-ri) |

## Gazdaság
Raszon (Rasŏn) gazdasága villamosenergia-iparra, vegyiparra, gépgyártásra és fafeldolgozóiparra épül.

## Oktatás
Raszon (Rasŏn) a Radzsin (Rajin) Hajózási Egyetemnek, egy vegyipari főiskolának, egy földművelési főiskolának, és ismeretlen számú általános- és középiskolának ad otthont.

## Egészségügy
A város kb. 10 egészségügyi intézménnyel rendelkezik, köztük saját kórházzal.

## Közlekedés
A város közutakon Oroszország és Cshongdzsin (Ch'ŏngjin) felől közelíthető meg. Raszon (Rasŏn) vasúti kapcsolattal rendelkezik, a Phjongna (P'yŏngra) vasútvonal része.